# زرد قناری
زرد قناری فیلمی ایرانی به کارگردانی و نویسندگی رخشان بنی‌اعتماد محصول سال ۱۳۶۷ است.

## خلاصه داستان
کفاش جوانی به نام نصرالله مددی که در شهر کوچکی زندگی می‌کند سهم خود را در کفاشی می‌فروشد تا قطعه زمینی بخرد و روی آن به زراعت مشغول شود.
زمینی را که او قول نامه می‌کند صاحبش در تهران با سند جعلی به فرد دیگری فروخته‌است. نصرالله موقعی متوجه می‌شود که کارگرهای خریدار تهرانی روی زمین مشغول کارند. نصرالله همراه زن و فرزندانش برای پیگیری پرونده راهی تهران و در خانه پدرزن ساکن می‌شود؛ اما راه به جایی نمی‌برد. باجناغ او آقا کمال دام دیگری برای او می‌گسترد: فروختن یک دستگاه اتومبیل پیکان به نام زرد قناری که بارها به دیگران فروخته و دزدیده شده‌است. نصرالله که سر بازگشت به زادگاهش را ندارد و می‌خواهد با زرد قناری مسافرکشی کند با مخالفت آقا کمال روبرو می‌شود که وحشت دارد صاحبان قبلی اتومبیل را ببینند و شاکی شوند. سرانجام اتومبیل را از او می‌ربایند و نصرالله در تقلای یافتن آن در موقع معامله جدیدی بر سر زرد قناری سر می‌رسد و همه چیز را نقش بر آب می‌کند.

## بازیگران
- مهدی هاشمی
- گلاب آدینه
- منوچهر حامدی
- محمود جعفری
- بهمن زرین پور
- حمیده خیرآبادی
- اسفندیار ماوندادی
- علی رامز